# Spłonka

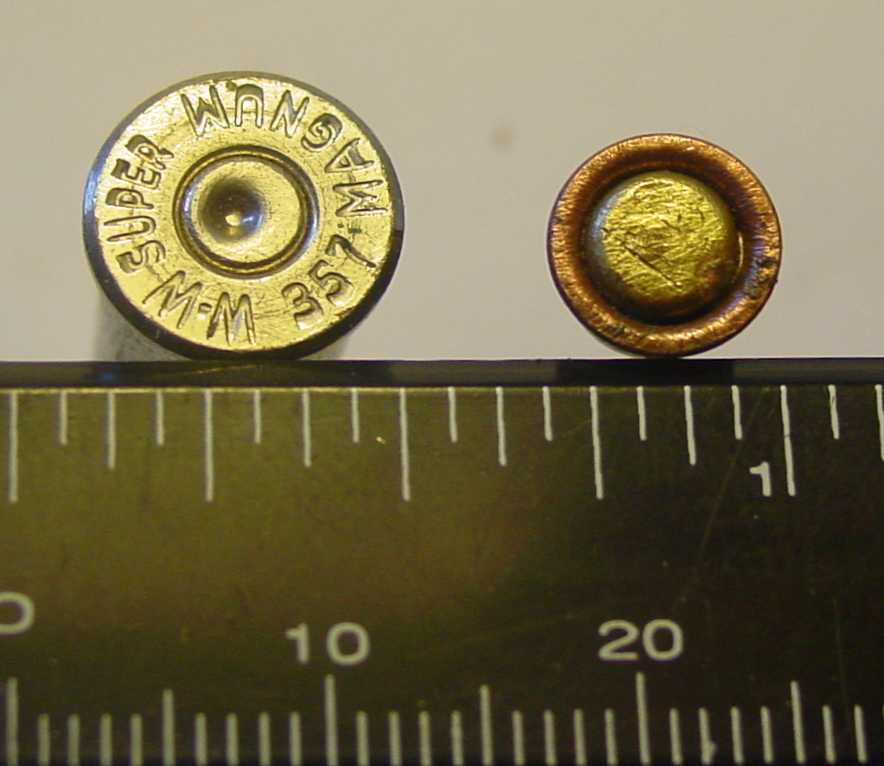
Spłonki: zbita spłonka w łusce naboju do pistoletu (po lewej) oraz spłonka wymontowana z naboju do broni gładkolufowej (po prawej).

Spłonka – mały ładunek wybuchowy inicjujący wybuch właściwego materiału wybuchowego. Spłonka może mieć wiele zastosowań, ale najczęściej wykorzystywana jest jako element naboju.

## Podział
Spłonki dzielą się na:
- mechaniczne – wykonane zazwyczaj w postaci niewielkiej miedzianej lub mosiężnej puszki wypełnionej środkiem chemicznym detonującym w czasie zgniecenia (np. piorunian rtęci lub azydek ołowiu), odpalana poprzez uderzenie iglicą,
- elektryczne (zwane również detonatorami) – różnej konstrukcji, odpalane przy użyciu prądu elektrycznego.

W broni ręcznej (pistolet, rewolwer, karabin) wyróżnia się dwa typy spłonki:

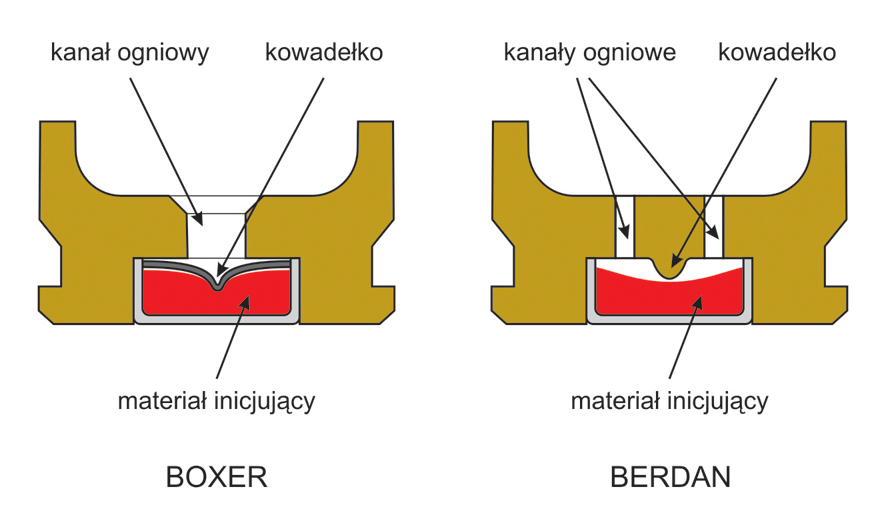
Porównanie budowy denka łuski przy zastosowaniu spłonek Boxer i Berdan

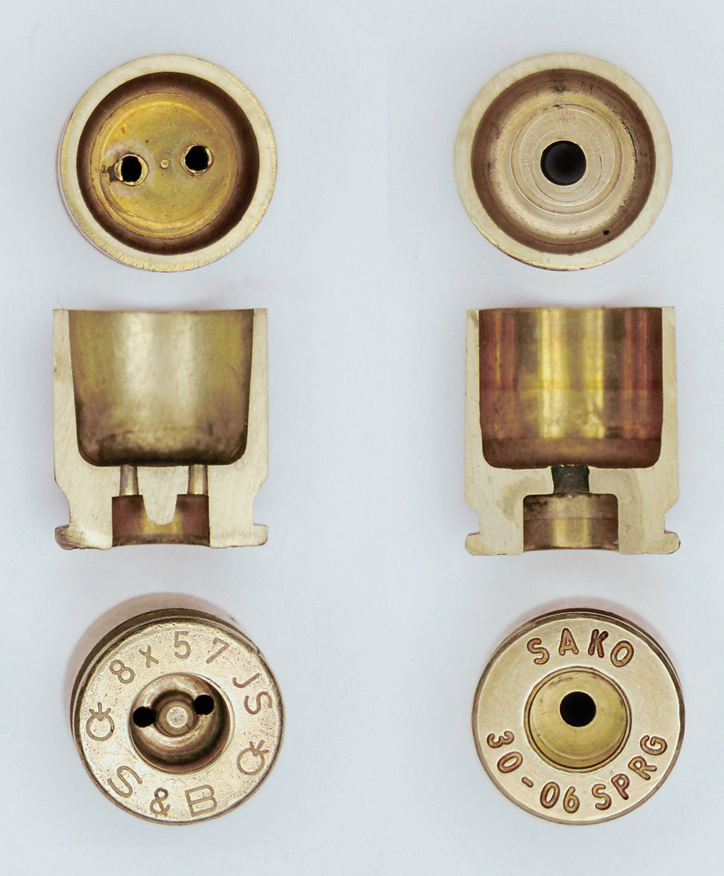
Po lewej Berdan, z prawej Boxer. Od góry: widok od wnętrza łuski, przekrój, widok denka

- typ Berdan – pierwsza spłonka do amunicji zespolonej, opracowana w 1865 r. przez Hirama Berdana, zrewolucjonizowała zastosowanie ręcznej broni palnej, opatentowana w 1866 r.[1]. Powszechnie stosowana do połowy XX wieku, obecnie prawie wycofana z użytku cywilnego, lecz nadal popularna w amunicji wojskowej, szczególnie w krajach powstałych po rozpadzie ZSRR, w Ameryce Południowej i w Afryce. Stanowi miseczkę wypełnioną materiałem inicjującym, który eksploduje po uderzeniu w kowadełko znajdujące się w denku łuski. Zapłon materiału miotającego w łusce następuje poprzez dwa (czasem więcej) kanały ogniowe umieszczone w denku łuski, symetrycznie wokół kowadełka.
- typ Boxer – spłonka Berdana, zmodyfikowana przez Edwarda M. Boxera, głównego inżyniera Royal Arsenal, opatentowana w Anglii w 1866 r., a następnie w 1869 r. w Stanach Zjednoczonych[2]. Zasadniczą zmianą było przeniesienie kowadełka z denka łuski do spłonki, co pozwoliło na zastosowanie jednego kanału ogniowego umieszczonego centralnie w denku łuski. Ze względu na skomplikowaną produkcję, spłonki Boxer nie były powszechnie stosowane aż do połowy XX wieku. Obecnie jest to niemal jedyny typ spłonki stosowany w amunicji do użytku cywilnego, głównie ze względu na łatwość elaboracji łusek o takiej konstrukcji denka.